# Liste der Naturdenkmale in Thiendorf
Die Liste der Naturdenkmale in Thiendorf nennt die Naturdenkmale in Thiendorf im sächsischen Landkreis Meißen.

## Definition
„Naturdenkmäler sind rechtsverbindlich festgesetzte Einzelschöpfungen der Natur oder entsprechende Flächen bis zu fünf Hektar, deren besonderer Schutz erforderlich ist
1. aus wissenschaftlichen, naturgeschichtlichen oder landeskundlichen Gründen oder
2. wegen ihrer Seltenheit, Eigenart oder Schönheit.“

„§ 18 – Naturdenkmäler – (zu § 28 BNatSchG)
(1) Die Erklärung nach § 22 Abs. 1 BNatSchG von Teilen von Natur und Landschaft als Naturdenkmal erfolgt durch Rechtsverordnung oder Einzelanordnung.
(2) Über § 28 Abs. 1 BNatSchG hinaus können Naturdenkmäler zur Sicherung von Lebensgemeinschaften oder Lebensstätten von im Bestand gefährdeten oder streng geschützten Arten festgesetzt werden.“

## Liste
Diese Auflistung unterscheidet zwischen Flächennaturdenkmalen (FND) mit einer Fläche bis zu 5 ha (bei Verordnung nach DDR-Recht auch mehr) und Einzel-Naturdenkmalen (ND).
Link zu einem Kartenansichtstool, um Koordinaten zu setzen.
| Bild                          | Bezeichnung                                              | Lage                                               | Beschreibung | Datum | Nummer |
| ----------------------------- | -------------------------------------------------------- | -------------------------------------------------- | --- | ----- | ------ |
| mehr Fotos \| Fotos hochladen | Stieleiche am Dorfanger in Lüttichau                     | Lüttichau (51° 20′ 10″ N, 13° 48′ 45,5″ O)         | |       | RG 341 |
| BW                            | Rotbuche im Kaltenbachwald                               | (51° 18′ 50″ N, 13° 45′ 34,9″ O)                   | |       | RG 359 |
| BW                            | Drei Stieleichen bei der Marienhöhe Sacka                | Sacka (51° 17′ 50,2″ N, 13° 47′ 50,7″ O)           | |       | RG 367 |
| BW                            | Stieleiche in den Viertelstücken Sacka                   | Sacka (51° 17′ 27,8″ N, 13° 47′ 44,1″ O)           | |       | RG 368 |
| BW                            | Stieleiche in den Kettenbergen Dobra                     | Dobra (51° 16′ 22,5″ N, 13° 46′ 52,1″ O)           | |       | RG 370 |
| BW                            | Feldkiefer zwischen Jentzsch- und Pferdeteich Welxande   | Welxande (51° 17′ 44,3″ N, 13° 45′ 8,2″ O)         | |       | RG 373 |
| BW                            | Stieleiche in den Kettenbergen Sacka                     | Sacka (51° 16′ 36,2″ N, 13° 47′ 3,1″ O)            | |       | RG 375 |
| BW                            | 2 Stieleichen auf dem Blinzerhainberg Zschorna           | Zschorna (51° 16′ 14,5″ N, 13° 45′ 25,6″ O)        | |       | RG 378 |
| BW                            | Zwei Stieleichen bei Kleinnaundorf                       | Kleinnaundorf (51° 14′ 46,9″ N, 13° 47′ 15,8″ O)   | |       | RG 382 |
| BW                            | Stieleiche südlich vom Mittelteich Würschnitz            | Würschnitz (51° 14′ 11,8″ N, 13° 46′ 55,6″ O)      | |       | RG 383 |
| BW                            | Zwei Stieleichen hinter der Feldmühle Kleinnaundorf      | Kleinnaundorf (51° 14′ 50,5″ N, 13° 46′ 49,4″ O)   | |       | RG 387 |
| BW                            | Stieleiche unterhalb der Krebsmühle Zschorna             | Zschorna (51° 14′ 42,8″ N, 13° 45′ 47,7″ O)        | |       | RG 390 |
| BW                            | Stieleiche am Mittelteich Kleinnaundorf                  | Kleinnaundorf (51° 14′ 21,1″ N, 13° 46′ 53,8″ O)   | |       | RG 574 |
| BW                            | 4 Stieleichen bei Tauscha                                | Tauscha (51° 15′ 46,5″ N, 13° 48′ 54,8″ O)         | |       | RG 575 |
| BW                            | 3 Stieleichen zwischen Tauscha und Anbau                 | Tauscha (51° 15′ 39,4″ N, 13° 48′ 20″ O)           | |       | RG 576 |
| BW                            | Stieleiche nördlich vom Breiten Teich Zschorna           | Zschorna (51° 15′ 58,1″ N, 13° 45′ 8,5″ O)         | |       | RG 577 |
| BW                            | Stieleiche zwischen Großteich und Breitem Teich Zschorna | Zschorna (51° 15′ 53,1″ N, 13° 44′ 52,2″ O)        | |       | RG 579 |
| BW                            | Stieleiche am Kaltenbachweg Welxande                     | Welxande (51° 18′ 38″ N, 13° 45′ 6,8″ O)           | |       | RG 580 |
| BW                            | Langer Berg Tauscha                                      | Tauscha (51° 15′ 37,9″ N, 13° 47′ 28″ O)           | Fläche ca. 1,46 ha. |       | RG 034 |
| BW                            | Seeloch Tauscha                                          | Tauscha (51° 16′ 1″ N, 13° 47′ 14,6″ O)            | Fläche ca. 0,47 ha. |       | RG 035 |
| BW                            | Bockwiesen Ponickau                                      | Ponickau (51° 19′ 33,1″ N, 13° 46′ 56,7″ O)        | Fläche ca. 2,27 ha. |       | RG 036 |
| BW                            | Rosenborn Ponickau                                       | Ponickau (51° 20′ 7,8″ N, 13° 47′ 40,8″ O)         | Fläche ca. 2,83 ha. |       | RG 038 |
| BW                            | Knochenberg Ponickau                                     | Ponickau (51° 20′ 12,7″ N, 13° 45′ 50,8″ O)        | Fläche ca. 0,31 ha. |       | RG 040 |
| BW                            | Ruhlandsberg Thiendorf                                   | Thiendorf (51° 17′ 18,4″ N, 13° 44′ 26″ O)         | Fläche ca. 0,71 ha. |       | RG 044 |
| BW                            | Schellenberg Lötzschen                                   | Lötzschen (51° 16′ 31,1″ N, 13° 45′ 50,5″ O)       | Fläche ca. 0,83 ha. |       | RG 045 |
| BW                            | Kettenbach Lötzschen                                     | Lötzschen (51° 16′ 46″ N, 13° 44′ 10,5″ O)         | Fläche ca. 1,33 ha. |       | RG 046 |
| BW                            | Bergkuppe im Aspig bei Sacka                             | Sacka (51° 17′ 25,4″ N, 13° 46′ 19,6″ O)           | Fläche ca. 0,17 ha. |       | RG 047 |
| mehr Fotos \| Fotos hochladen | Oberer Kieperteich                                       | Naundorf, Böhla (51° 21′ 58,2″ N, 13° 49′ 30,3″ O) | Fläche ca. 4,31 ha. Lage im Landschaftsschutzgebiet Strauch-Ponickauer Höhenrücken; östlich von Böhla b. Ortrand und nördlich von Naundorf b. Ortrand an der Grenze zu Brandenburg. Der Teich liegt in der Gemeinde Schönfeld, die östlichen Uferzonen befinden sich in der Gemeinde Thiendorf. |       | RG 081 |
| BW                            | Teichwiese am Kieperbach                                 | Naundorf (51° 21′ 17,1″ N, 13° 48′ 56,3″ O)        | Fläche ca. 3,98 ha. Lage im Landschaftsschutzgebiet Strauch-Ponickauer Höhenrücken, südwestlich von Naundorf b. Ortrand |       | RG 082 |
| mehr Fotos \| Fotos hochladen | Glockenheidemoor bei Lüttichau                           | Lüttichau (51° 19′ 44,7″ N, 13° 47′ 25,4″ O)       | Fläche ca. 4,8 ha. Lage im Landschaftsschutzgebiet Strauch-Ponickauer Höhenrücken; bei Lüttichau-Anbau |       | RG 086 |
| mehr Fotos \| Fotos hochladen | Molkenborn Stölpchen                                     | Stölpchen (51° 18′ 37,5″ N, 13° 48′ 1,8″ O)        | Fläche ca. 0,62 ha. Das Naturdenkmal besteht aus einem Weiher und dem dazugehörigen Zufluss. Es liegt im FFH-Gebiet Molkenbornteiche Stölpchen, im Vogelschutzgebiet Teiche bei Zschorna und im Landschaftsschutzgebiet Strauch-Ponickauer Höhenrücken.                                         |       | RG 089 |
| BW                            | Grafes Eichberg Welxande                                 | Welxande (51° 17′ 46,2″ N, 13° 45′ 59,3″ O)        | Fläche ca. 0,26 ha. |       | RG 091 |
| BW                            | Grauwackekuppe Kienmühle                                 | Thiendorf (51° 17′ 17,6″ N, 13° 43′ 48,4″ O)       | Fläche ca. 2,02 ha |       | RG 157 |
| BW                            | Bruch am Durchstichteich Zschorna                        | Zschorna (51° 14′ 47,5″ N, 13° 45′ 31,1″ O)        | Fläche ca. 4,48 ha |       | RG 158 |
| mehr Fotos \| Fotos hochladen | Krötenteich Lüttichau                                    | Lüttichau (51° 19′ 25,4″ N, 13° 48′ 0,8″ O)        | Fläche ca. 2,67 ha. Lage im Landschaftsschutzgebiet Strauch-Ponickauer Höhenrücken; bei Lüttichau-Anbau |       | RG 160 |
| mehr Fotos \| Fotos hochladen | Kräuterbachquellmulde Lüttichau                          | Lüttichau (51° 19′ 20,4″ N, 13° 48′ 13,2″ O)       | Fläche ca. 4,88 ha. Lage im Landschaftsschutzgebiet Strauch-Ponickauer Höhenrücken, am Schlenkertsgraben bei Lüttichau-Anbau |       | RG 161 |
| mehr Fotos \| Fotos hochladen | Forstbruch Lüttichau                                     | Lüttichau (51° 19′ 49,2″ N, 13° 47′ 49,1″ O)       | Fläche ca. 4,89 ha. Lage im Landschaftsschutzgebiet Strauch-Ponickauer Höhenrücken; bei Lüttichau-Anbau |       | RG 163 |